# 龙子湖
32°55′25.26″N 117°24′13.19″E / 32.9236833°N 117.4036639°E
龙子湖是位于中国安徽省蚌埠市区东部的浅水湖泊，国家4A级旅游景区、国家级生态示范区和安徽省省级风景名胜区。水面南北长约8km，东西宽0.45-1.4km，平均水深1.7m，面积约8.4km2。
龙子湖湖岸曲折多变，水面纵深开阔。原为蚌埠市的城郊湖，随着蚌埠市的不断发展，龙子湖周边人口增长，现为蚌埠市的城市内湖，同时也是全国最大的城市内湖，水面面积8.4平方千米。龙子湖绝壁怪岩裸露，三面环山。湖东岸有曹山、锥子山；南有大小九条沟渠，是龙湖发源地；西侧有雪华山、梅花山。1998年，蚌埠市龙子湖风景区被安徽省政府命名为省级风景名胜区。2002年，龙子湖风景区被国家环保总局批准为国家级生态示范区。

## 地理

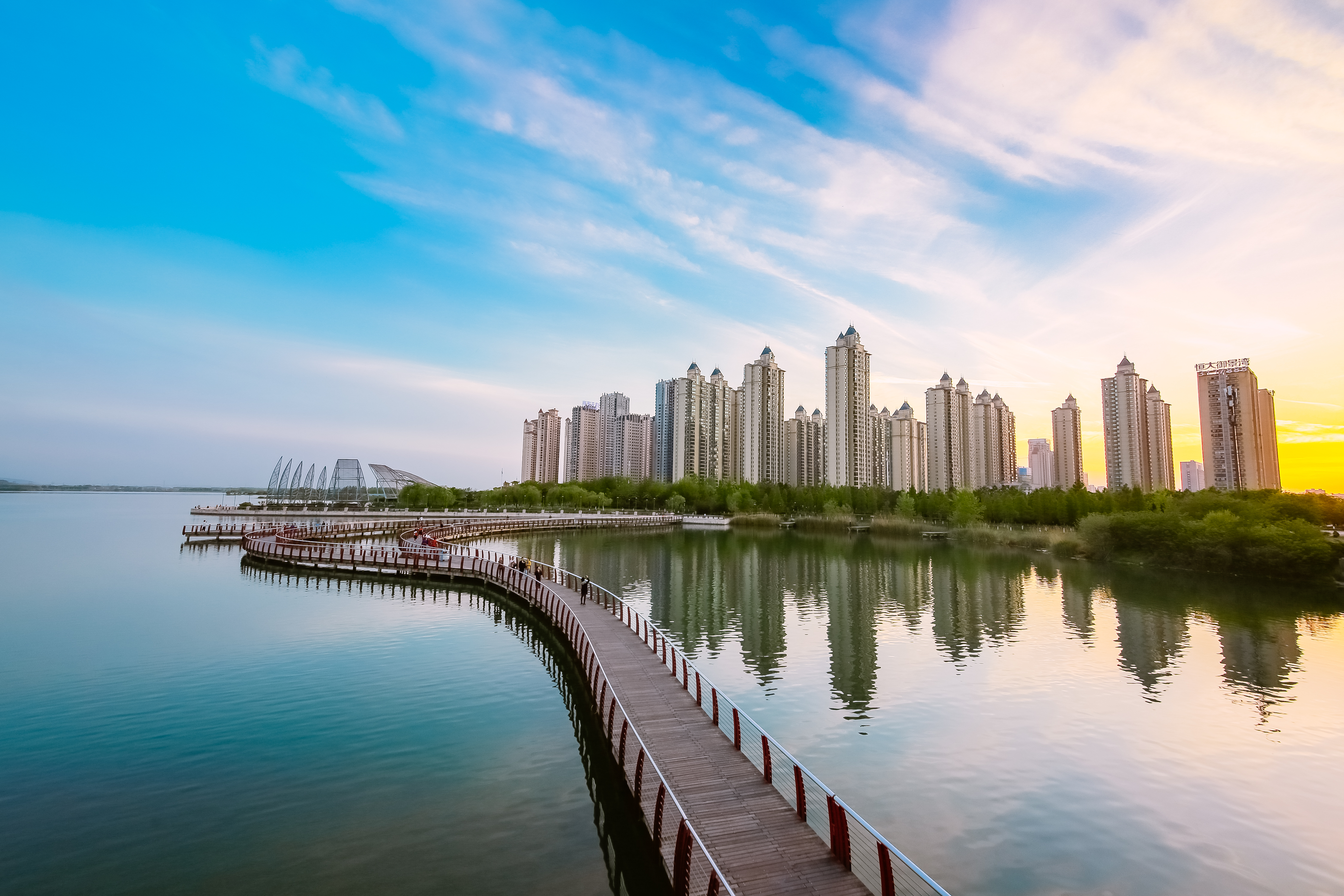
龙子湖公园九龙桥

龙子湖根据地理位置、地貌及景观特征，划分为北湖景区、南湖景区、西芦山景区、锥子山景区等四大景区。湖区周围山体多为人工林，以黑松、马尾松与刺槐、麻栎的混交林为主。东部公园内多种植香樟、银杏、广玉兰、桂花、日本皖樱等。

## 龙子湖风景区
龙子湖风景区主要由龙子湖、曹山、雪华山、西芦山及锥子山组成，大体呈三山夹一湖的独特地貌。风景区东北部为曹山，有蚌埠烈士陵园、汤和墓等爱国主义教育基地。湖泊西部原设有淮河风情园、水上乐园等设施，后被改造为龙子湖公园。

### 龙子湖桥头公园
2005年，龙子湖公园开始改造工程，最先在湖岸西侧建设，后逐步拓展至湖东。其中西岸公园面积约25公顷，又以龙湖大桥（东海大道）为界划分为南北两部分。南部包含“湖山在望”、“露天剧场”、“临湖广场”、“竹园”四个景点构成，北部包含亲水区、活力区、探索区、庆典区等功能区。两侧通过水上栈道九龙桥相接，桥长531米，通过九龙桥可下穿东海大道，穿行于南北两园。东岸公园面积约73公顷，由门户景观区、湖滨体验区、林鸟休憩区组成。东岸公园由环湖东路贯穿南北，北部为曹山林地景观，南部为湿地景观。

### 其他景点
湖西最南侧为龙子湖体育公园和湖上升明月景区，其中龙子湖体育公园可举办赛艇、皮划艇等水上赛事。东南部西芦山附近有大明园。

## 传说
明朝开国皇帝朱元璋撑船时竹篙落入水中，化作一条巨龙腾空飞起，遂称此湖为龙子湖。